# گورنگی موشیچ
گورنگی موشیچ (به صربی: Gornji Mušić) یک منطقهٔ مسکونی در صربستان است که در میونیتسا واقع شده‌است.